# Durch die Erde zum Mond
Durch die Erde zum Mond (chinesisch 地球大炮, Pinyin dìqiú dàpào „Erdkanone“) ist eine Science-Fiction-Kurzgeschichte des chinesischen Schriftstellers Liu Cixin, zuerst veröffentlicht in Science Fiction World (chinesisch 科幻世界, Pinyin kēhuàn shìjiè) in Chengdu in der Provinz Sichuan im September 2003. Eine deutsche Übersetzung von Karin Betz erschien am 14. Januar 2019 in der Sammlung Die wandernde Erde, veröffentlicht vom Heyne Verlag.

## Handlung
Shen Huabei besucht mit seinem Sohn Shen Yuan und seiner Frau Zhao Wenjia eine unterirdische Höhle und zeigt ihnen dort den Fortschritt beim Bau unterirdischer Höhlen durch nukleare Sprengungen sowie ein Material in einem neu entdeckten Festkörperzustand. Weil Shen Huabei an Leukämie erkrankt ist, wird er in Kürze in den Kälteschlaf gehen müssen. Jedoch hat sich Shen Yuan dazu entschieden, bei Zhao Wenjia zu bleiben. Shen Huabei erwacht Jahrzehnte später aus dem Kälteschlaf und erhält einen Brief von Zhao Wenjia, die ihm mitteilt, dass sie inzwischen verstorben sein wird und der (inzwischen ebenfalls verstorbene) Shen Yuan extrem schreckliche Taten begangen hat. Von seiner Ärztin bekommt Shen Huabei daher eine neue Identität. Noch im Krankenhaus entführt ihn jedoch eine Gruppe, die ihn durch die Stadt mit einer ätzenden und stinkenden Luft bis zu einem tiefen Loch zerren und ihn dort hineinwerfen. Über Funk erklären sie Shen Huabei während des endlosen Falls die Hintergründe. Shen Yuan wurde durch ihn dazu inspiriert, einen Tunnel durch die gesamte Erde zu konstruieren. Da die Antarktis als einziger Kontinent noch nicht ausgebeutet worden war und das Interesse an ihm stetig weiter zunahm, wurde der Tunnel mit Wänden aus dem Material in einem neuen Festkörperzustand von Mohe in China zur östlichsten Stelle der antarktischen Halbinsel gebaut. Das Vorhaben erwies sich jedoch als extreme Katastrophe. Ein Forschungsschiff versank nahe des Erdkerns, an Bord überlebte nur Shen Jing, die Tochter von Shen Yuan und Enkelin von Shen Huabei. Zudem kam es zur Zentralbruchkatastrophe, bei welchem Magma aus dem Erdinneren den Tunnel hinauf schoss. Shen Yuan veranlasste die Schließung eines viel zu weit oben gelegenen Sicherheitsventils und überließ mehr als tausend Menschen darunter dem Tod. Zuletzt kam es zur Bolzenverlustkatastrophe, bei der ein einzelner loser Bolzen die im Tunnel verkehrenden Züge durch die extrem hohe relative Geschwindigkeit zerschmetterte. Die Antarktis wurde danach rücksichtslos ausgebeutet, was die Ozonschicht komplett zerstörte. Shen Yuan, dessen Schutzanzug keine Energie mehr für die Rückreise gehabt hätte, wird in der Antarktis gerettet. Dort meint er, sämtliche Großprojekte der Menschheit wie die Pyramiden von Gizeh oder die lange Mauer seien komplett sinnlos gewesen, und will nach einem weiteren Kälteschlaf, zu dem ihm zur Sicherheit geraten wird, den Tunnel durch die Erde als Vorzeigeprojekt einer stolzen Menschheit sehen. Ein halbes Jahrhundert später wird Shen Yuan geweckt und reist mit einer Begleiterin erneut durch den Tunnel, doch nun beschleunigt er nach Passage des Erdkerns durch ein elektromagnetisches Katapult mit dem Magnetfeld der Erde bis in den Weltraum. Shen Yuan erfährt beim Anblick der Erde, dass seine Enkelin Shen Jing zwar nie gefunden wurde, aber ihr Aufnahmen in den Erdkern von dem geschickt wurden, was letztendlich aus dem Projekt geworden ist.

## Übersetzungen
Durch die Erde zum Mond wurde ebenfalls auf Englisch (2013 & 2016), Koreanisch (2019) und Spanisch (2019).

## Auszeichnungen
Durch die Erde zum Mond gewann den Galaxy Award im Jahr 2003.

## Kritik
Jaymee Goh schreibt auf Strange Horizons, dass trotz der vielen Seiten über die Geschichte des Projekts und den Erklärungen für den Hauptcharakter die Wut der Gesellschaft unter dem Aspekt der Suche nach einem Sündenbock nicht ganz nachvollziehen sei („despite the pages of historical exposition updating the main character on what has happened during his sleep, it is never quite clear how the rage of the society is justified, except as a search for a scapegoat“).